# 香港—美國關係
香港與美國關係是指香港與美國的雙邊關係。1997年前为英美关系一部分，现为中美关系一部分。雙方關係的建立於1843年7月的英屬香港時期。現時香港是中華人民共和国的一個特别行政区，美國在1992年通過《美國－香港政策法》（香港關係法），基於中國在《中英聯合聲明》對香港自治及維持自由的承諾，因此在1997年主權移交後，美國在外交及經貿政策上，將香港與中國大陸作區別對待，但2020年6月中國在設立《港版國安法》，美國在2020年7月14日因應中國違背《中英聯合聲明》，決定停止執行《美國－香港政策法》，不再承認香港實行「一國兩制」，對香港的特殊待遇也隨之終止。
美國在香港設有總領事館，屬於美國國務院轄下機構，並不隸屬美國駐華大使館，實際僅管轄香港與澳門兩個特別行政區的事務。总领事馆内设有美国中央情报局分站，并由美国海军陆战队使馆警卫队把守。面積為各國駐港館處第二大（僅次英國總領館），位於香港島中環花園道。

## 歷史

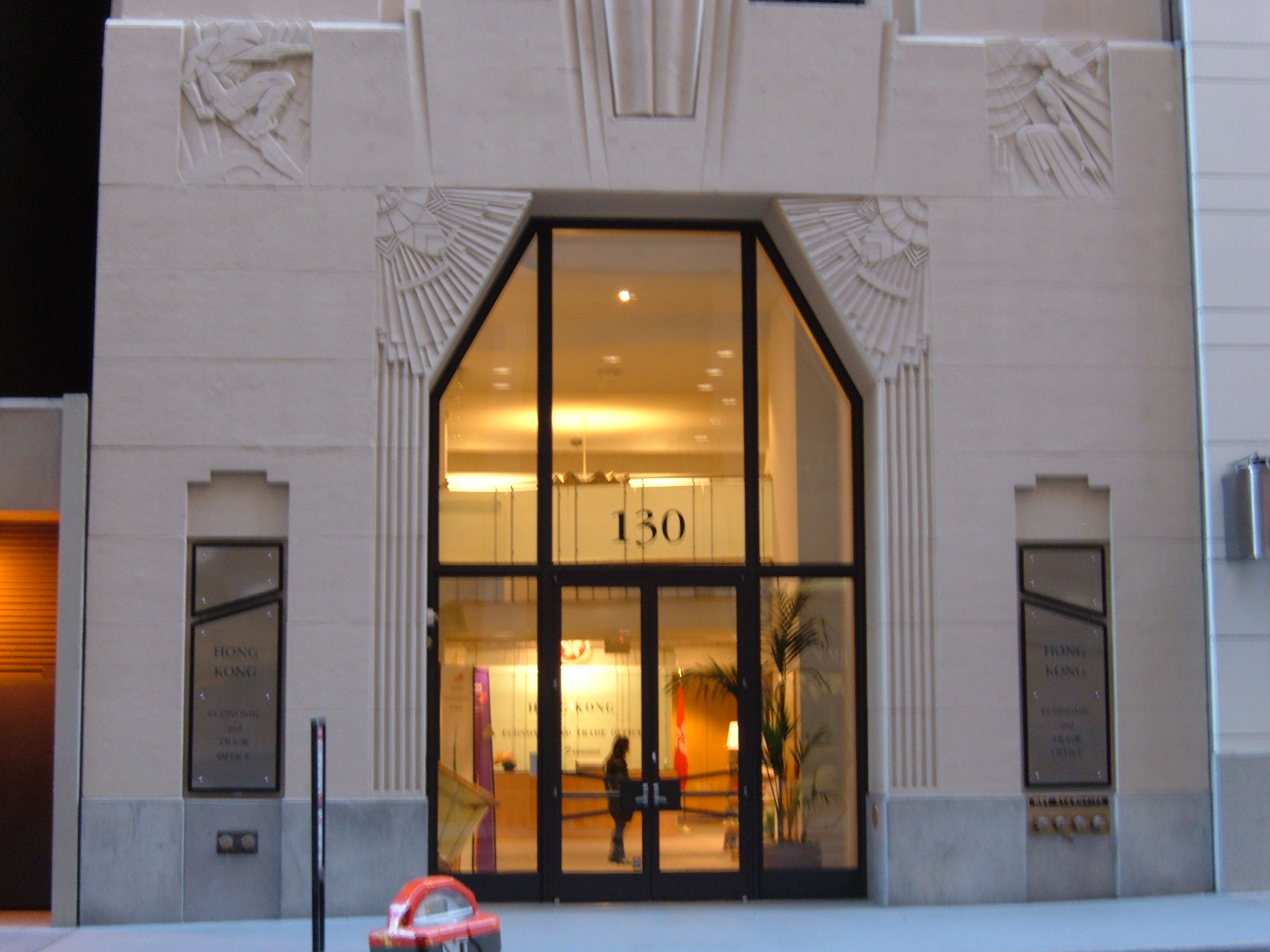
駐三藩市經濟貿易辦事處

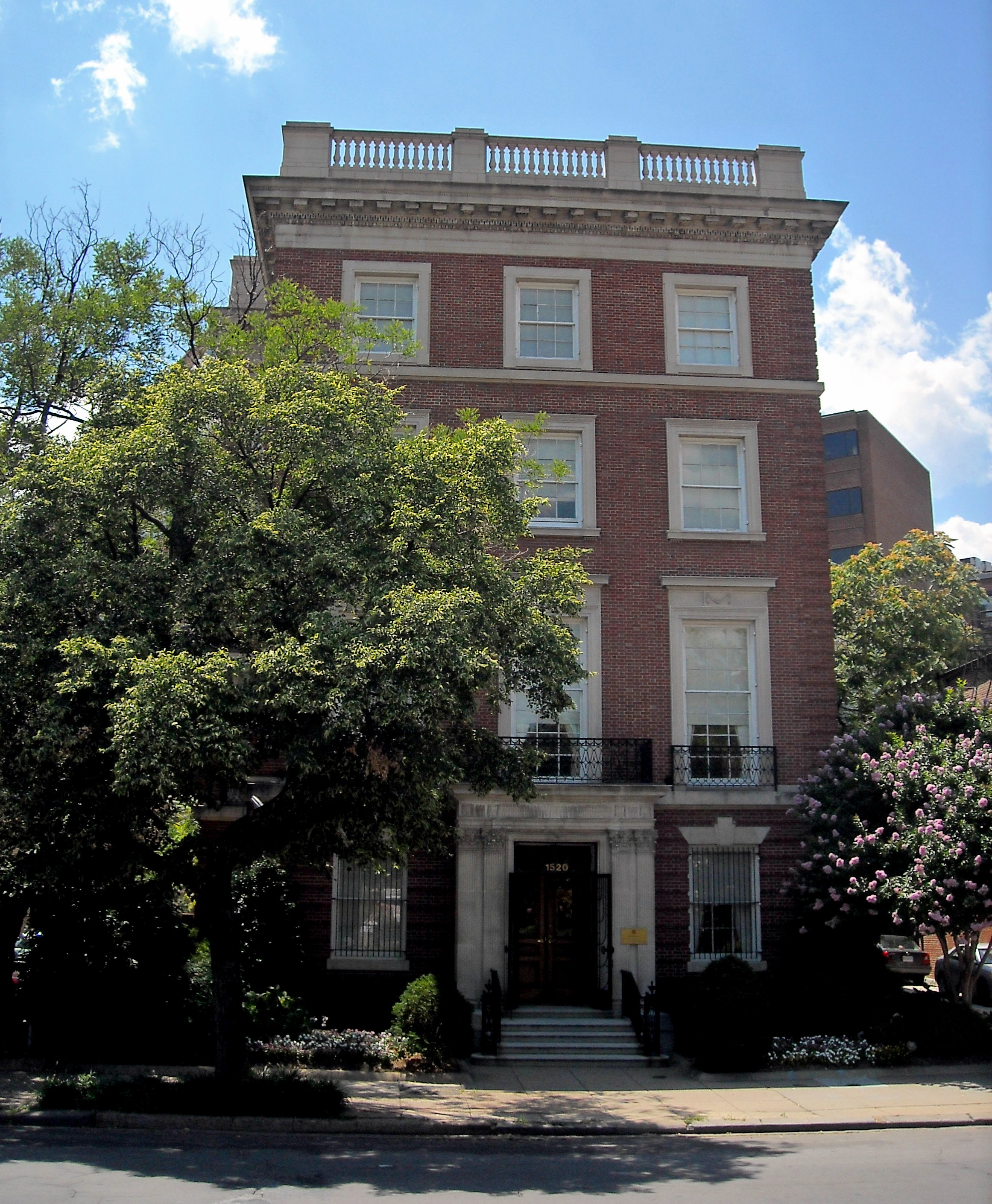
駐華盛頓經濟貿易辦事處

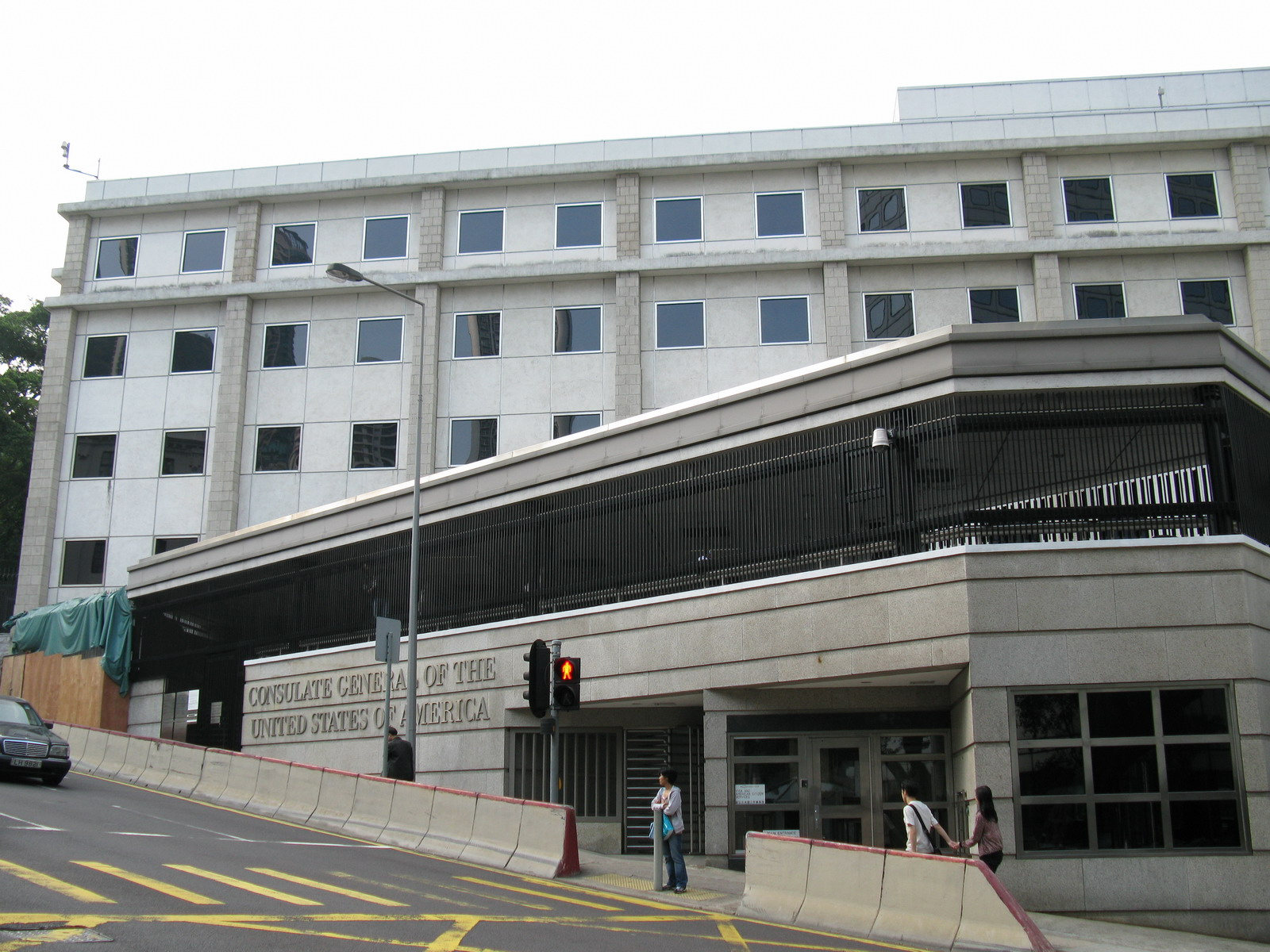
美國駐香港總領事館

1841年香港開埠，美國總統約翰·泰勒在1843年決定在香港派駐總領事，首位美國駐港總領事Thomas Westbrook Waldron於1843年7月抵港履新。最初總領事需要在住所提供領事服務，到20世紀初期，總領事館位於雪廠街9號，後來遷入滙豐總行大廈，到1950年代末期，總領事館才遷到花園道26號的現址。
香港和美國的關係主要着重於經濟合作及文化交流層面，而在20世紀，香港在亞太地區的重要戰略地位使得美國有意在香港強化其政治存在和聯繫。同時，由於香港並非主權國，港美的交往亦難免會牽涉到香港當時的主權國英國。英國當時視香港作為英國海外領土，地位與其他當時未獨立，及1931年西敏法令指定的的英國殖民地印度、馬來亞、新加坡、澳大利亞、新西蘭、加拿大相同。

### 1950年代至1970年代
1949年，中華人民共和國成立。建國初期中國大陸與香港的關係變化不大，但不久朝鮮戰爭爆發，中華人民共和國與英美等西方國家形成敵對關係。香港作為英國的屬土，成為英美軍隊在日本、韓國、台灣及新加坡以外另一個重要的戰略基地。在1960年代末，越南戰爭使香港成為美軍對抗越共的主要補給港。

### 1980年代至1990年代
1984年12月，中國國務院總理趙紫陽與英國首相撒切尔夫人作為兩國政府首腦簽署《中英聯合聲明》，香港正式踏入主權移交過渡期，不少香港人移民美國，而美國亦有向香港居民增加移民配額。及後又因1989年六四事件引發了部分港人對香港未來的擔憂，引發了第二輪港人移民潮。
1992年，美國國會通過《美國－香港政策法》，決定在英國結束對香港的管治、香港主權移交中國大陸後，繼續把香港視作一個在政治、經濟、貿易政策方面與中國大陸完全不同的地區，並在對外經濟、政治、文化等政策上把香港特別行政區政府與中華人民共和國中央人民政府區別對待。

### 香港特區成立後
1997年7月1日，香港主權移交予中華人民共和國，香港的外交事務交由中國外交部處理。港美關係以經濟及文化交流為主調。
2013年6月，美國前中情局僱員爱德华·斯诺登在香港揭露華府大規模監控民眾和諸多國家領袖通訊，香港准許斯諾登離境前往俄羅斯莫斯科。美國指責香港拒絕引導斯諾登回美國受審，並指出此事將影響港美關係，而香港則稱此乃按正常程序辦理。
2018年5月，美國國務院向美國國會提交《香港政策法報告》，報告提到香港沒有遵守美國與香港的引渡協議，案情指有3名中國籍人士曾經入侵兩間紐約律師行的電腦伺服器，以竊取機密的市場內幕消息，從中獲利近300萬美元，其中一名涉案的澳門居民熊日（Iat Hong）在2016年12月25日被香港警方拘捕，美國政府曾於2017年10月要求香港引渡到美國受審，惟特首林鄭月娥應中央政府要求拒絕引渡，並將逃犯移交中央政府。

#### 日漸交惡
2019年4月，香港特區政府推動逃犯條例修訂草案立法，美國認為此舉令在港的美國企業人員，以至跟隨美國軍艦訪港的士兵，都會有被捕及移交到其他地區的威脅，並且抵觸《香港政策法》及美港引渡協議基於《中英聯合聲明》對香港高度自治的條文。此後，美國有關政客在反對逃犯條例修訂草案運動的國際輿論上曾公開支持香港示威者，如美國參議院民主黨籍領袖南希·佩洛西、共和黨籍參議員馬可·魯比奧等人物曾為香港局勢表態，《香港人權及民主法案》排上國會議程。但中國大陸有關媒體向公眾表示，在中美貿易戰的背景下，香港是其中一個雙方角力的戰場，本質是中美之間的抗衡。同時中國大陸方面有媒體和外交人員指控稱反送中運動為「美國發動的顏色革命」，《明報》也報道反逃犯條例運動中以黃之鋒、羅冠聰為代表的領導者曾在美國駐香港總領事館接受會見。美國方面表態時曾暗示承認會見存在，但“斷然否認有關示威背後有外國勢力的指控”。
2019年11月，美國國會通過《香港民主及人權法案》及《保護香港法》，並由總統特朗普簽署生效，美國暫停向香港警隊輸出鎮壓裝備及用品。
2020年5月27日，美國國務卿蓬佩奧於公開表示中國違反《中英聯合聲明》給予香港自治及維持自由的承諾，因此向美國國會報告並“確認香港不再享有高度自治”，並且香港不再繼續享有《美國－香港政策法》中賦予的特殊待遇。
2020年5月29日，美國總統特朗普因中國大陸方面推行《港區國安法》，認為中國大陸方面“將香港原來的一國兩制變成一國一制”，違反《中英聯合聲明》，下令將取消香港特殊貿易地位、制裁大陸及香港參與《港區國安法》制定的相關官員及人物。
2020年6月25日，對支持中国大陸“限制香港自治“的人或公司進行制裁的《香港自治法案》（Hong Kong Autonomy Act）獲得美國參議院全票通过。
2020年6月29日，因中国人大推動《港區国安法》的制定與落實，美国宣佈禁止出口軍事裝備到香港，以及限制香港获得高科技及軍民兩用敏感產品。6月30日在港版國安法即將通過前，美國商務部立即宣佈依法撤銷香港特殊地位與相關商業優惠措施。
2020年7月14日，美国总统特朗普簽署《香港自治法案》，並发布行政命令，认定中国破坏香港自治，此舉对美国国家安全、外交政策和经济构成“异常和特殊的威胁”，并针对此项威胁宣布国家紧急状态，將暂停或取消美国法律给予香港的特殊和优惠待遇，追究中国政府压制香港人民的行為。
2020年8月7日，美國財政部宣佈制裁11名中央人民政府及香港特區政府官員，包括香港行政長官林鄭月娥，美國國務卿蓬佩奧指控受制裁的官員“須為侵蝕香港自治”負責。
2020年8月11日，美國海關和邊境保護局發布公告，宣布由9月25日起，所有香港製造並出口到美國的商品，必須貼上“中國製造”的標籤。香港特區政府就此发文表示強烈反對，指出美國無視香港作為世界貿易組織單獨成員地位。9月16日，香港商務及經濟發展局局長邱騰華就美國的單方面規定會見美國駐港總領事，將港府要求撤回規定的信作轉交美國財長努姆欽，並表明將會透過世界貿易組織，處理美方不符合規定的做法。
2021年1月14日，香港商務及經濟發展局发文指出，根據世界貿易組織爭端解決機制，香港方面要求世貿爭端解決委員會在1月25日舉行的會議成立專家組，審理有關美國就香港貨品實施的產地來源標記新規定違反世貿規則的爭端。但美國新任政府表示，根據第13936號行政命令，上任政府要求所有香港製造並出口到美國的商品，必須貼上“中國製造”條款仍然生效。
2021年7月中旬，美国首度发布香港商业警示。
2021年8月5日，美国总统拜登签署备忘录，宣佈因港版國安法的緣故，暂缓18个月遣返部分在美香港居民；並稱此舉是在为香港居民提供“安全港”。
2022年12月21日，世贸组织专家小组裁决美国2020年要求香港将其出口产品标记为“中国制造”的作法，违反全球贸易规则。美国称将不会遵守该裁决。
2023年1月27日，美国就世贸裁定香港产品标注中国制造的做法违规提出上诉。
2023年7月12日，美国白宫宣布，因《港区国安法》而实施的美國对香港颁布的紧急状态再延長多一年，直至2024年7月14日。
2023年7月13日，美國參議院外交委員會一致通過《香港經濟貿易辦事處認證法》(Hong Kong Economic and Trade Office (HKETO) Certification Act)議案，要求美國總統在議案頒布後的30天內，訂明三所分別位於華盛頓特區、紐約及三藩市的香港經濟貿易辦事處是否能夠延長在美國的特別外交待遇及豁免權，否則三所辦公室需於六個月內停止運作。
2023年12月，美國國會參眾兩院通過的《國防授權法案》將香港列為「海外敵對勢力」。
2025年1月2日起，由於受美国政府的限制，美国个人及公司被禁止投資香港的半导体和微电子、量子信息技术以及人工智能等领域。

## 外部連結
| - 美國駐香港及澳門總領事館官方網站（繁體中文）（页面存档备份，存于）（英文） | - 香港駐美國經濟貿易辦事處官方網站（页面存档备份，存于）（英文） - 香港駐華盛頓特區經濟貿易辦事處官方網站（页面存档备份，存于）（英文） - 香港駐紐約經濟貿易辦事處官方網站（页面存档备份，存于）（英文） - 香港駐三藩市經濟貿易辦事處官方網站（页面存档备份，存于）（英文） |